# أل دل جريكو
أل دل جريكو (بالإنجليزية: Al Del Greco)‏ هو لاعب كرة قدم أمريكية أمريكي، ولد في 2 مارس 1962 في بروفيدنس في الولايات المتحدة.

## وصلات خارجية
- أل دل جريكو على موقع مرجع كرة القدم المحترفة.كوم (الإنجليزية)